# Rhabdomastix (Rhabdomastix) perglabrata
Rhabdomastix (Rhabdomastix) perglabrata is een tweevleugelige uit de familie steltmuggen (Limoniidae). De soort komt voor in het Neotropisch gebied.